# Malachov
Malachov es un municipio del distrito de Banská Bystrica en la región de Banská Bystrica, Eslovaquia, con una población estimada a final del año 2024 de 1132 habitantes.
Se encuentra ubicado en la zona centro-norte de la región, cerca del río Hron —un afluente izquierdo del Danubio— y de la frontera con la región de Žilina.

## Demografía
| Año        | 1994 | 2004     | 2014     | 2024    |
| ---------- | ---- | -------- | -------- | ------- |
| Población  | 817  | 918      | 1081     | 1132    |
| Diferencia |      | +12,36 % | +17,75 % | +4,71 % |

| Año        | 2023 | 2024    |
| ---------- | ---- | ------- |
| Población  | 1133 | 1132    |
| Diferencia |      | −0,08 % |